# Покісниця скручена
Покісниця скручена (Puccinellia convoluta) — вид трав'янистих рослин з родини злакові (Poaceae), поширений у пн.-зх. Африці, пд.-сх. Європі, в Азії.

## Опис
Багаторічна рослина 20–45 см заввишки. Листові піхви відкриті на більшій частині своєї довжини. Лігула 2–4 мм завдовжки. Листові пластини 3–14 см завдовжки, 0.5–1.5 мм завширшки; поверхня шорстка зверху; верхівки загострені. Волоть відкрита, або стиснута, еліптична, 8–15 см завдовжки, 1–10 см шириною. Гілочки волоті шершаві. Колоски містять 4–7 родючих квіток; вони довгасті, з боків стиснені, 5–7 мм завдовжки, роз'єднуються в зрілості нижче кожної родючої квітки. Пиляків 3; 1.3–1.6 мм завдовжки.

## Поширення
Поширений у пн.-зх. Африці (Марокко, Алжир, Туніс), пд.-сх. Європі (Молдова, Україна, Росія), в Азії (Туреччина, Ліван, Сирія, Туркменістан).